# Leonard Peikoff

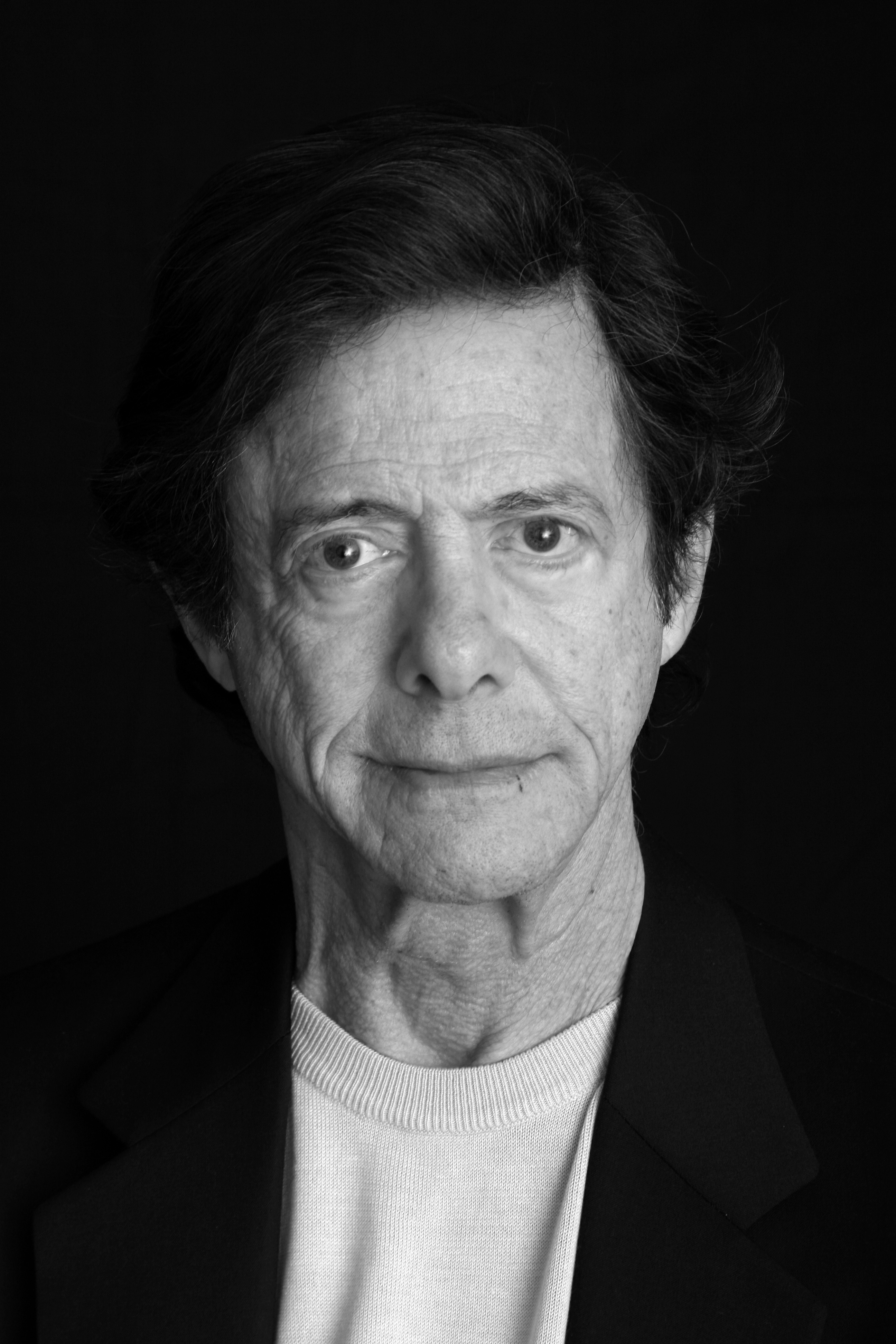
Leonard Peikoff

Leonard S. Peikoff (* 15. Oktober 1933 in Winnipeg, Manitoba) ist ein amerikanischer Philosoph. Peikoff ist Schüler von Ayn Rand und Autor des Buches Objectivism: The Philosophy of Ayn Rand (OPAR). Er ist Gründer des Ayn Rand Institute. Ayn Rand hatte Peikoff im Alter von 17 Jahren kennengelernt.

## Leben
Peikoff studierte an der University of Manitoba und der New York University, an der er seinen B. A. (1954), M. A. (1957) und Ph. D. unter Sidney Hook in Philosophie (1964) erwarb. Von Ayn Rand war Peikoff zu ihrem Erben bestimmt worden. Von 1995 bis 1999 moderierte Peikoff eine regelmäßige Radiosendung: The Leonard Peikoff Show.
Leonard Peikoff hielt im Jahr 2003 eine Rede vor Kadetten der US-Militärakademie in West Point über das Thema Was ist ein gerechter Krieg?, 29 Jahre nachdem Ayn Rand dort referieren durfte.
Im Jahr 2004 erregte Peikoff Aufsehen mit seiner Wahlempfehlung zugunsten des Demokraten John Kerry. Für die amerikanischen Zwischenwahlen im November 2006 hatte Leonard Peikoff dann ebenfalls eine Wahlempfehlung zugunsten der Demokraten abgegeben, die in objektivistischen Kreisen eine teilweise heftige Diskussion ausgelöst hatte.

## Werk (Auswahl)
- Leonard Peikoff: The status of the law of contradicion in classic logical ontologism. New York University, 1964
- Leonard Peikoff: The Ominous Parallels. Plume, 1982, ISBN 0-452-01117-5
- Ayn Rand, Harry Binswanger und Leonard Peikoff: Introduction to Objectivist Epistemology. Penguin Books, 1990, ISBN 0453007244.
- Leonard Peikoff: Objectivism: The Philosophy of Ayn Rand. 1991, ISBN 0-452-01101-9
- Ayn Rand & Leonard Peikoff (Hrsg.): The Voice of Reason: Essays in Objectivist Thought. Plume, 1991, ISBN 0452010462
- Ayn Rand & Leonard Peikoff: Anthem. Plume, 1999, ISBN 0452281253
- Leonard Peikoff: Objectivism Through Induction. Second Renaissance Books, 1998, ISBN 1561144851
- Ayn Rand, Gary Hull,  Leonard Peikoff (Hrsg.): The Ayn Rand Reader. Plume, 1999, ISBN 0452280400
- Leonard Peikoff: Objectivism: The State of Art (Audiobook)
- Leonard Peikoff - In his own words (DVD). Northern River Productions